# Víktor Chízhikov
Víktor Aleksándrovich Chízhikov (en ruso: Виктор Александрович Чижиков, Moscú, 26 de septiembre de 1935-Ibid., 20 de julio de 2020) fue un escritor e ilustrador soviético, reconocido principalmente por haber ilustrado más de cien libros infantiles y por ser el creador de Misha, la mascota de los Juegos Olímpicos de Moscú de 1980.
Falleció a los ochenta y cuatro años. La editorial AST Deti publicó una nota conmemorativa en la que lo describió como «el más brillante representante de la generación de ilustradores de libros de la posguerra».

## Reconocimientos
- Premio Golden Ostap (1997)
- Orden de la Insignia de Honor

## Galería

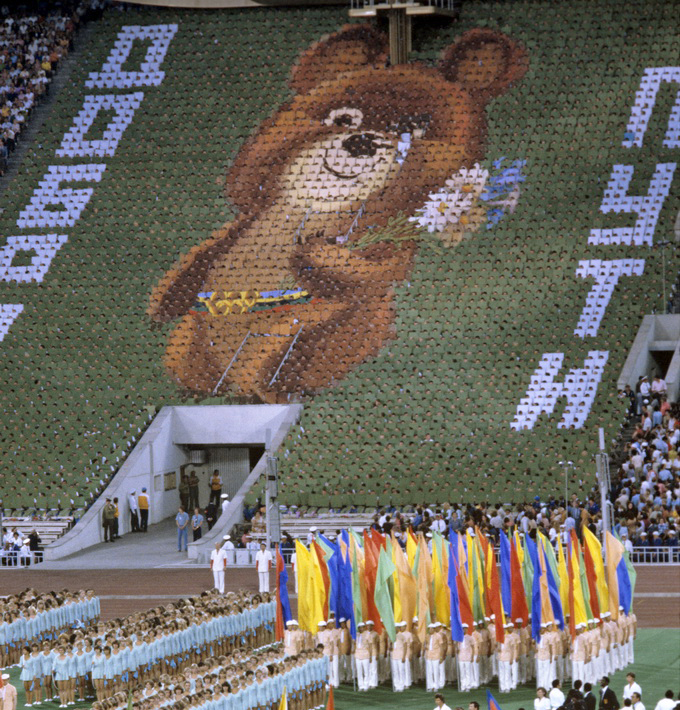
Misha en la ceremonia de clausura de Moscú 1980.
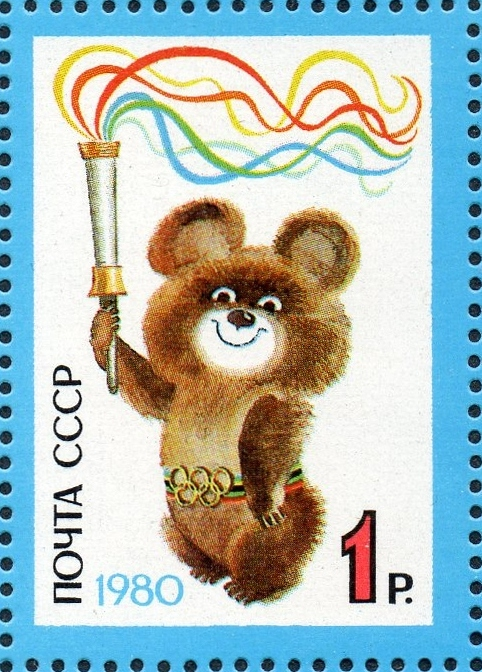
Misha en un sello soviético.